# Honnefer Volkszeitung
Das Honnefer Volkszeitung war eine in Bad Honnef hergestellte lokale bzw. regionale Zeitung. Sie wurde ab 1883 herausgegeben. Die letzte Ausgabe erschien 2002.

## Geschichte
Die erste Ausgabe der Honnefer Volkszeitung erschien wohl 1883 im Druck und Verlag von Müllers Buchhandlung. Weitere Verleger waren Wilhelm Brauer, dann Salomon Posner aus Berlin. 1886 erwarb Karl Weber (1858–1929) die Zeitung. 1890 wurde die seit 1881 erscheinende Honnefer Zeitung übernommen. Nach dem Tod von Karl Werber übernahm der Sohn Friedrich Werber (1889–1965) Druckerei und Verlag.
Die Honnefer Volkszeitung durfte – im Gegensatz zu den lokalen Zeitungen der Nachbarorte – bis in das Jahr 1945 weiter erscheinen. Erst die Kriegsereignisse unterbrachen die Herausgabe. Nach viereinhalbjähriger Pause kam die erste Nachkriegs-Ausgabe 1949 heraus.
Seit 1954 arbeitete Franz Josef Kayser (1928–2015) in der Redaktion. Als Friedrich Werber im Juni 1965 starb, führte seine Witwe Nettchen Werber den Betrieb fort. Nach ihrem Tod 1969 übernahm Franz-Josef Kayser die Zeitung. Von 1970 bis 1989 war Klemens Hoffstadt Redakteur. Ihm folgte bis zur Einstellung 2002 der bisherige stellvertretende Redakteur Victor Francke (geb. 1956). Titel und Archiv wurden dem Bonner „General-Anzeiger“ übertragen, dieser führt die „Honnefer Volkszeitung“ als Lokalteil fort.

## Überlieferung
Die Überlieferung der Honnefer Volkszeitung weist Lücken auf. Die Jahrgänge bis einschließlich 1888 fehlen ganz, vom Jahrgang 1894 ist nur die zweite Jahreshälfte vorhanden. 1899 fehlt die zweite Hälfte des Junis. Die Jahrgänge 1943 bis 1945 sind wohl auch nicht überliefert.
Die Ausgaben von 1889 bis 1978 sind online verfügbar.